# Aberdeen Royal Infirmary

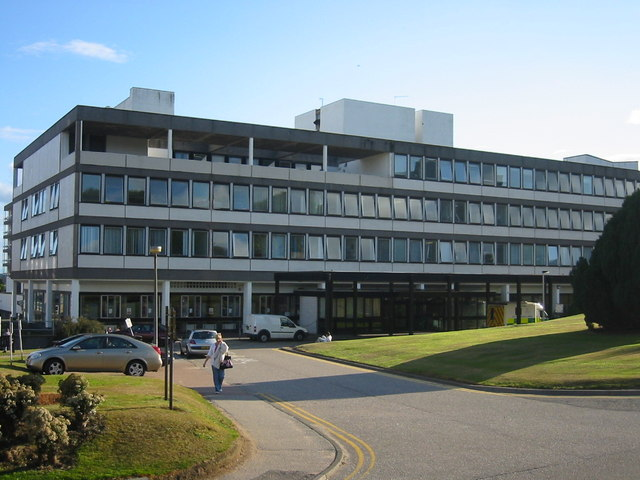
Vista de la entrada principal del hospital.

Aberdeen Royal Infirmary (ARI) es un hospital de enseñanza ubicado en Foresterhill en Aberdeen, Escocia y tiene alrededor de 900 camas. ARI es un hospital de referencia de tercer nivel de atención que brinda servicio a una población de más de 600 000 personas en el norte de Escocia. Ofrece todas las especialidades médicas con excepción de trasplantes de corazón e hígado. Mantiene estrechos vínculos con la Escuela de Medicina de la Universidad de Aberdeen y ha realizado investigación pionera en muchos campos, incluyendo el desarrollo de Resonancia magnética y Tomografía por emisión de positrones.